# Fat·h (nom)
Fat·h o al-Fat·h és un nom masculí àrab (àrab: فتح, Fatḥ o الفتح, al-Fatḥ) que significa ‘obertura’, ‘apertura’, ‘inici’, però també i sobretot ‘victòria’ o ‘conquesta’, en el sentit concret de conquesta d'un territori per incorporar-lo a l'Islam i referit normalment a les primeres conquestes islàmiques —amb l'article, si el nom àrab va precedit per l'article al-: ‘l'apertura’, ‘la victòria’, etc.). Si bé Fat·h i al-Fat·h són les transcripcions normatives en català d'aquests noms en àrab clàssic, també se'ls pot trobar transcrits Fath, al-Fath, Fatah...
Sense article inicial i combinat amb la paraula «Déu», Fat·h-Al·lah (àrab: فتح الله, Fatḥ Allāh, ‘Victòria de Déu’ o ‘Conquesta de Déu’) forma un nom compost teòfor relativament comú.
Aquests noms també els duen musulmans no arabòfons que els han adaptat a les característiques fòniques i gràfiques de la seva llengua.
Vegeu aquí personatges i llocs que duen el nom Fat·h.
Vegeu aquí personatges i llocs que duen el nom Fat·h-Al·lah.
Vegeu també Abd-al-Fattah.